# Сім (The Sims)
Сім — це персонаж ігор серії The Sims і SimCity, який своїм зовнішнім виглядом і поведінкою схожий на людину, а також має цілий ряд потреб, як у реальних людей. В російській мові часто уживані альтернативні терміни: «персонаж» (часто для позначення одного сіма) і «підопічні» (для позначення двох і більше сімів).

## Історія
Спочатку словом «сім» (англ. Sims) стали називати віртуальних жителів SimCity, редактори журналів у своїх оглядах SimCity 1989 року.
Самі Сіми були присутні, як псевдо інтелектуальні об'єкти для того, щоб заповнити порожній простір в місті simcity. Однак багато розробників проявили інтерес до віртуальних людям і захотіли ними керувати, у результаті було вирішено створити штучного інтелекту та вдосконалити поведінка симов до повноцінних особистостей, після чого було остаточно вирішено, що майбутня гра стане насамперед симулятором людей, а не архітектури. На розробку штучного інтелекту у команди Maxis пішов приблизно один рік Як прототип віртуального інтелекту був використаний інтелект мурах з гри SimAnt 1991 року. Зокрема механізм реагування мурах на різні феромони, що випускаються іншими комахами, був інтегрований в The Sims у вигляді того, що багато об'єктів на ділянці «зазивають» персонажів до себе. Це відбувається, якщо гравець натиснув на предмет, щоб персонаж взаємодіяв з ним або автоматично, якщо шкала потреб сіма низька. Наприклад, персонаж завжди знайде шлях до доступного туалету або холодильника, навіть якщо він їх ніколи не бачив і не знає, де вони повинні знаходитися
При розробці другого симулятора, соціальна поведінка персонажів було вирішено значно вдосконалити, і ввести так звані бажання і страхи, зокрема за основу соціальної поведінки віртуальних чоловічків були взяті дослідження швейцарського психолога Карла Юнга, який ділив людей на 16 архетипів; дана система у спрощеному вигляді була здійснена в грі, в яку, крім цього, додали знаки зодіаку. Також у другій частині було вирішено значно розширити романтичні взаємодії персонажівː було наприклад додано можливість займатися сексом.
За розробку третьої частини гри The Sims, розробники вирішили повністю переробити модель поведінки персонажів і зробити їх більш незалежними від виконання базових потреб. За задумом команди розробників, значну роль в настрої сіма повинні були грати події, що відбуваються навколо нього, наприклад успіх на роботі, самореалізація, спілкування з іншими персонажами, статус та інше. За зразок розробники взяли Піраміду потреб Маслоу. Так було вирішено ввезти безліч окремих рис характеру, для чого було проведено опитування серед обраної групи людей. Кожен з групи відповідав, якими передбачуваними якостями вони володіють. Інші риси характеру розробники додали, будучи натхненними вчинками деяких героїв телесеріалів: наприклад риси характеру «ощадливий» і «жебрак» були перейняті у персонажа Джорджа Костанзи. з телесеріалу Сайнфелд, зокрема з епізоду, де Джордж перед своїм весіллям вирішує купити найдешевші запрошувальні листівки і в результаті його наречена помирає, після того, як занадто багато злизала отруйного клею з листівок. Натхненником для риси характеру «злий» послугував персонаж з мультсеріалу Сімпсони — Містер Бернс, який всіма способами прагне збільшити своє грошове стані і не гребує заради цього вдатися до найбільш жорстоким і нелюдським методів.
При розробці четвертої частини гри з ініціативи одного з розробників була додана можливість одностатевих стосунків, проте виявити її можна лише якщо прагнути до таких відносин в грі.

## Основні характеристики симов
Основними характеристиками сімів, які незмінні або ж піддавалися незначної модернізації протягом всієї еволюції серії ігор The Sims, є стать (чоловічий і жіночий), вікові категорії, поведінкові моделі, типи сексуальних орієнтацій, фізіологічні потреби, бажання, страхи, мрії.

### Зовнішній вигляд
Зовнішній вигляд персонажів серії гри The Sims зазнавали сильні зміни в міру розвитку комп'ютерних технологій та іншого апаратно-програмного забезпечення. Персонажі, в більшості своїй, шаблони, тобто мають близькі подібності в рисах обличчя, в постаті і т. д. Найбільший успіх у створенні персонажів отримала The Sims 3. На відміну від The Sims 2, в цій серії гри з'явилася можливість змінювати фігуру і риси обличчя персонажів, які носили більш правдоподібний характер. Проблема персонажів ігор The Sims і The Sims 2 — крайня шаблонність. В The Sims 2 немає можливостей змінювати окремі частини тіла, а доступна можливість зробити персонажа тонким або тучнимː огрядні персонажі виглядають неправдоподібно, так як у них збільшений розмір живота, а кінцівки не відповідають пропорційності дуже великого тулуба, також у процесі гри, персонаж може придбати злегка накачане тіло, якщо займатиметься спортом. В The Sims 3 з'явилася можливість створювати огрядних персонажів, де всі частини тіла пропорційні і виглядають найбільш реалістично, а також змінювати розмір або зовнішній вигляд окремих частин тіла, наприклад: розмір грудей у жінок, рельєфність і волосатість тіла у чоловіків. В The Sims 4 з'явилася можливість змінювати форму тіла в більш дрібних подробицях, наприклад змінювати вигин хребта, форму рук, розмір ніг, розмір живота, широту плечей і тд.

## Критика
У всіх оглядах ігри, рецензенти вироблені особливу або основну увагу віртуальним людям і їх штучного інтелекту, які вдосконалюється з кожною новою версією симулятораː
При огляді The Sims, більшість журналістів похвалили сімів за їх поведінку і соціальні взаємодії. Представник сайту Armchairempire назвав «людяність» персонажів і їх можливість розвивати відносини з іншими сімами головним тріумфом гри. Представник Game Revolution порівняв симів з вихованцями або тамагочі, за якими потрібно доглядати і спостерігати за їх життям, однак більшість часу гравець буде змушений витрачати на задоволення базових потреб віртуальних людей. Критик сайту Gamerstemple похвалив персонажів, відзначивши їх унікальність у взаємодії з іншими персонажами, що робить їх справді людяними,
а представник IGN назвав персонажів простими, але від цього не менш чарівними. Стриманий відгук про сімах залишив критик сайту Absolute Games, посилаючись на їх занадто примітивний штучний інтелект і навіть через це не рекомендує гру любителям революційного ІІ. На його думку, персонажі навіть зовні виглядають надто примітивними, хоч і зазначивши про ретельної опрацьованості їх рухів. Рецензент дорікнув персонажів за їх «курячу пам'ять»: замість збереження відносин на рівні, гравцеві необхідно постійно спілкуватися, а в іншому випадку персонажі вмить забувають про інших. Серед інших недоліків критик зазначив дуже слабку волю волю у сімів, через що вони погано задовольняють свої базові потреби, якщо ними не керувати і замість цього починають кричати і махати руками. Схожої думки дотримується представник Агмсһаігемріге, зазначивши, що дуже важко постійно дбати про сон і їжу персонажа. Також серед інших серйозних недоліків їм зазначалося неможливість старіти, через що дитина, яка відвідує школу, навічно залишиться такою, що в якійсь мірі ламає уявлення про сенс життя і погіршує реіграбельність гри.
В оглядах гри The Sims 2, критики визнали вдосконалене поведінки сімів в порівнянні з першою частиноюː Джейсон Хілл назвав віртуальних чоловічків неймовірно розумними, здатними самостійно існувати, коли гравець ними не управляє, Дейв Косак зазначив, що персонажі і діалоги настільки добре опрацьовані, що мимоволі гравець починає співпереживати персонажам, схожої думки дотримувався Ден Адамс, який похвалив персонажів за їх реалізм, зазначивши, що ті події, які люди переживають у грі, багато в чому схожі з реальністю. Наприклад, персонаж може не досягти заповітної вершини кар'єри, але вже буде мати непоганий заробіток, а якщо він не буде прибиратися у своє житло, то воно швидко перетвориться на справжній смітник. На думку критика сайту Gamers Temple, віртуальні персонажі стали природніше і жвавіше, ніж коли-небудь раніше. Чи Сіеніава зазначив, що поведінка персонажів дуже забавно, не позбавлене пустотливого і комедійного відтінку. Іншої думки виявився Марк Крам, який, навпаки, назвав віртуальних чоловічків занадто несамостійними, що починають діяти без наказу лише в тій ситуації, коли їх шкала потреби критично низька. Схожу думку висловив критик сайту Game Revolution, назвавши персонажів занадто неповороткими», так, наприклад, якщо об'єкти розташовувати близько один до одного, то персонажі часто вирішують, що не можуть там пройти і починають роздратовано кричати і махати руками. Сем Бібсон, незважаючи на те, що, загалом, оцінив інтелект і прагнення персонажів, зазначив, що іноді вони починають дивно себе вести і здійснювати незрозумілі вчинки. Критик сайту GamesRadar порівнює керованих персонажів з домашніми тваринами. Марк Крамп визнав забавним, як персонажі можуть сходити з розуму по-своєму, якщо довести їх шкалу щастя до нуля.
В огляді гри The Sims 3, критиками також був похвальний ще покращений інтелект симовː На думку більшості рецензентів, персонажі в грі стали більш самостійними у порівнянні з попередньою частиною. Джоел Лаутербах назвав персонажів найбільш зрозумілими і керованими ніж коли небудь раніше. Джейсон з IGN зазначив, що персонажі тепер можуть самостійно задовольняти свої потреби за наявності необхідних благ і рідше повинні бігати до туалету або холодильника. Більшість рецензентів відзначили, що зовнішність персонажів стала більш природною і відпрацьованою в дрібних деталях, персонажі отримали більш гладкі і округлені риси особи, серед нововведень критики похвалили можливість змінювати форму тіла сима. Джессі зазначила, що у персонажів більше не видно зазубрених країв, як у другій частині. Також рецензенти похвалили гру за те, що на настрій персонажа тепер може впливати навколишнє оточення і події, що приходять навколо нього і також за запроваджену систему рис характеру, що дозволяє створити симов з унікальними якостями особистості, наприклад боягуз, задирака, або невротик, які в комбінації з 5 рис зрадять персонажу неповторний характер, що в майбутньому також сильно вплине на життя сіма і спілкування з іншими персонажами. Серед додаткових переваг була відзначена нова можливість змінювати голоси симов, більш пророблена система взаємодій персонажів і нова система нагород